# Жертвена сцена
„Жертвена сцена“ (на италиански: Scena di sacrificio) е картина на италианския художник Понтормо  от 1520 г.. Картината (148 х 85 см)  е изложена в Зала 10 на Национален музей „Каподимонте“ в Неапол, Италия. Използвана е техниката на темпера върху платно. 

## История
Картината е рисувана около 1520 г. и на основата на използвания стил –  рисунка с техника гризайл се приписва на Понтормо. Той използва за направата ѝ мазна темпера върху платно, след това монтирана върху дървена основа, вероятно защото първоначално е бил част от подвижна цялост. 
Картината е описана за първи път в инвентарната книга на Фарнезе през 1644 г., като в края на XVIII век е прехвърлена в Неапол с останалата част от Колекция „Фарнезе“ и впоследствие е изложена в Зала 10 на Музей „Каподимонте“, Неапол.

## Описание
Стилистично картината е нещо като крайна проява на типичните канони на италианския маниеризъм: тя изобразява сцена на жертвоприношение, рисувана вероятно в чест на Козимо де Медичи. В центъра на кладата се виждат две животни – овен и пантера, приготвени за жертвоприношение, а в основата на жертвеника е видим гравиран на латински надпис „Tibi soli deo“ („На теб, Боже единствени“ или „На теб, Боже Слънце“). От двете страни на жертвеника са изобразени групи от хора в тясно пространство. Една част от тях, в горната дясна част, са с изкривени като карикатури лица, приличащи на тези рисувани от Албрехт Дюрер, а вляво има група жени, за чието изобразяване художникът е вдъхновен от елинистичните барелефи и от Микеланджело Буонароти. Човекът вдясно, облечен в черно, би могъл да изобразява Козимо I Медичи, а жената вляво, гледаща към зрителите, би могла да е неговата майка Мария Салвиати.